# Asa Akira
Asa Akira, ameriška pornografska igralka in režiserka, * 3. januar 1985, Manhattan. 
Akira je do maja 2016 nastopila v več kot 505 filmih za odrasle. Leta 2013 je postala tretja azijska izvajalka (po Asii Carrera in Stephanie Swift), ki je prejela nagrado AVN za najboljšo izvajalko leta. Akira je vodila prvo in drugo slovesnost nagrad Pornhub.

## Kariera
Akira je začela delati kot dominatrisa, ko je bila stara 19 let. Kasneje je delala kot striptizeta v klubu Hustler v New Yorku. V letih 2006–2007 je bila redna v radijski oddaji Bubba the Love Sponge in je bila znana kot "Show Whore". Njena prva moško-ženska scena je bila s Travisom Knightom za Gina Lynn Productions, potem ko je že posnela več ženska-ženskih prizorov, predvsem z Lynn. Nato je podpisala pogodbo z Vouyer Media, nato pa šest mesecev pozneje postala samostojna podjetnica. Asa je njeno pravo ime, ki v japonščini pomeni "vzhod" ali "jutro", priimek oderskega imena pa je povzela iz anime filma Akira. Akira je japonskega rodu in je iz New Yorka, svoja leta odraščanja je preživela na Japonskem, preden se je v najstniških letih preselila nazaj v Združene države Amerike. 
Akira je prejela več nominacij za nagrade za vlogo v filmu Davida Aarona Clarka iz leta 2009, Pure, v katerem je igrala telefonistko v fetišistični ječi, ki ima afero z možem glavne gospe.
Akira je skupaj s pornografsko igralko Jesse Jane in komičarko April Macie vodila 30 podelitev nagrad AVN. Tisti večer je osvojila nagrado AVN za žensko izvajalko leta. Bila je tudi največkrat nagrajena oseba na tej slovesnosti.
Leta 2013 je debitirala kot režiserka z Elegant Angel's Gangbanged 6.
9. oktobra 2013 je Akira objavila, da je podpisala ekskluzivno pogodbo o izvajanju z Wicked Pictures. Njen debitantski film kot pogodbena izvajalka za podjetje je bil Asa Is Wicked.

### Večinski nastopi
Akira se je pojavila v epizodni vlogi v glavnem filmu Starlet.
Januarja 2014 so bile Akira, Dana DeArmond, Chanel Preston in Jessie Andrews predstavljeni v članku revije Cosmopolitan z naslovom "Štiri porno zvezde o tem, kako ostajajo fit." Članek je bil navdihnjen s komentarjem igralke Gabrielle Union v pogovorni oddaji Conana O'Briena o prizadevanju za sledenje fitnes rutinam porno zvezd, ki jih je videla v svoji telovadnici.
Leta 2014 je Akira nastopila kot gostinja v prvi epizodi tretje sezone oddaje Eric Andre Show.
Leta 2017 se je Akira pojavila kot sama v prvi epizodi šestnajste sezone Družinskega človeka v igralskem prizoru na kavču v živo s Petrom Griffinom . Akira je pozneje omenila, da je bil ironično to njen prvi prizor na kavču. Epizoda je vključevala ponavljajočo se šalo ljudi, ki so Petra spraševali, "kdo je bila ženska na kavču", Peter pa je odkrito odgovoril, da je prepričan, da vsak spraševalec že ve, kdo je ona.

### Drugi mediji
Leta 2011 je Complex Akiro uvrstil na četrto mesto na svojem seznamu "Sto najbolj vročih pornozvezdnic trenutno"  in na šesto mesto na njihovem seznamu "Petdeset najbolj vročih azijskih pornozvezdnikov vseh časov".  LA Weekly jo je leta 2013 uvrstil na tretje mesto na svojem seznamu "Deset inovativnih porno zvezdnic, ki bi lahko bile naslednja Sasha Gray ". Bila je tudi uvrščena na letno lestvico CNBC "The Dirty Dozen", letno lestvico najbolj priljubljenih in uspešnih zvezd industrije odraslih v letih 2012, 2013, in 2014.
Leta 2013 sta Akira in umetnik David Choe začela objavljati podcast z 90-minutnimi epizodami, imenovan DVDASA. Namenjena je mlajši odrasli publiki, njen cilj pa je pomagati mladim pri njihovih težavah, povezanih s spolnostjo, kariero, odnosi itd.
Junija 2014 se je Akira pojavila na YouTubu v videu z vlogerjem Casparjem Leejem.
Akira je napisal knjigo z naslovom Insatiable: Porn—A Love Story, ki jih je maja 2014 izdal Grove Press . Julija 2015 je podpisala pogodbo z založbo Cleis Press za objavo svoje druge knjige z naslovom Dirty Thirty: A Memoir, zbirke esejev, ki je izšla jeseni 2016. 
Leta 2015 je Akira zamenjala Belle Knox kot voditeljico The Sex Factor, prihajajočega resničnostnega šova, v katerem se osem moških in osem žensk poteguje za nagrado v višini milijon dolarjev in triletno pornografsko pogodbo. 
6. aprila 2015 so The Hundreds začeli objavljati epizode za serijo Hobbies with Asa Akira, v kateri Akira preizkuša različne dejavnosti, kot so tetoviranje, boks, taksidermija in oblikovanje ledu .

## Osebno življenje
Akira pravi, da jo spolno privlačijo tako moški kot "ženske, ki izgledajo kot moški". Ne mara, da jo imenujejo biseksualka, češ da se nagiba k heteroseksualnosti, a je še vedno negotova. Nekoč je bila zaročena z nekdanjim pornografskim igralcem Roccom Reedom. Bila je tudi poročena s pornografskim igralcem in režiserjem Tonijem Ribasom  in izjavila je, da je poleg njunega dela na platnu, njuno razmerje monogamno. Z drugim možem Seanom Maroneyjem je dobila sina marca 2019. Od leta 2022 ima dva otroka.
Akira se opredeljuje kot feministka.

## Publikacije
- Akira, Asa (2014). Insatiable: Porn A Love Story. Grove Press. ISBN 978-0-8021-2259-9.
- Akira, Asa (2016). Dirty Thirty: A Memoir. Cleis Press. ISBN 978-1-62778-164-0.
- Akira, Asa, ur. (2017). Asarotica. Cleis Press. ISBN 978-1-62778-226-5.